# 池袋の女
池袋の女（いけぶくろのおんな）は、江戸時代末期における日本の俗信の一つ。池袋（現在の東京都豊島区の一部）の女性を雇った家では、怪音が起きる、家具が飛び回るなど様々な怪異が起きるというものである。

## 概要
この俗信が登場する最初の文献は寛政11年（1799年）に書かれた『耳袋』で、江戸幕府の幕吏（幕臣）が池袋出身の下女と通じたところ、行燈や茶碗、臼などが飛ぶ現象が現れ、下女に暇をだしたら怪奇現象がやんだという話である。
文化時代の地誌『遊歴雑記』には、「池袋の女」の話が以下のように述べられている。文政3年（1820年）3月、小日向の高須鍋五郎という与力が、自分の雇っている池袋出身の下女につい手をつけた。ある日の夕方、勝手口に来訪者が来たので下女が応対したところ、叫び声と共に戻って来た。鍋五郎が事情を尋ねると、ほっかむりをした男が現れたと言う。鍋五郎が周囲を捜したところ、怪しい者はいなかったが、念のために厳重に戸締りをしておいた。すると屋根や雨戸に石が打ちつけられ始めた。周囲を捜したが、やはり怪しい者の姿はない。深夜になっても石の音はやまないので到底眠ることもできず、夜明けには雨戸が2箇所も破られていた。鍋五郎が修験者に祈祷を頼んだが、今度は皿、鉢、膳、椀などが飛来し、火のついた薪が飛来して座敷に火をつけたりと、修験者もお手上げだった。その後も怪異は続いたが、ある者の助言により鍋五郎が下女に暇を申し渡すと、怪異はやんだ。その下女は武州秩父郡（現・埼玉県秩父郡）で秩父の三害（生団子、ネブッチョウ、オサキ持ち）の一つといわれるオサキ遣いの子孫であり、鍋五郎が下女と密通した祟りで怪異が起きたとのことだった。
池袋のほかにも、池尻（東京都世田谷区）、沼袋（同・中野区）、目黒（同・目黒区）についても同様の怪異が語られており、天保時代の雑書『古今雑談思出草子』や根岸鎮衛の随筆『耳袋』には、池尻出身の女を雇うと妖怪に遭うとして、以下のような話がある。評定所の書役（書記）である大竹栄蔵という男の家で、大石の落ちるような音がしたことを皮切りに、行灯が宙に浮いたり、食器が家の中を飛び交ったり、座敷で突然火が燃え上がったりといった怪異が起き始めた。大竹は祈祷にすがったが、まったく効果はなかった。その内に怪異を知った知人が、池尻出身の女はいないかと尋ねたので、下女の1人が池尻出身と知って暇を出したところ、怪異はぴたりとやんだ。知人が言うには、池尻の産土神は氏子を非常に惜しむため、池尻の女がほかの地で男と交わると必ず妖怪が現れるとのことだった。
これらの怪異は女性の自作自演との説もあり、「石投げをしてぼろの出る池袋」「瀬戸物屋土瓶がみんな池袋」といった川柳も残されている。また、山間部の一部の村では近代になってもすべての娘を若者たちの共有物とみなす風潮が残っており、そのような土地では女がほかの土地へ行くことや他所の男と交わることを禁じ、その禁を破った者には若者たちの報復があったとして、これらの現象は怪異ではなく、若者たちの報復とする説もある。
明治時代には井上円了がこれらの怪異の真相を、虐げられた女性たちが自由に遊べないことによる欲求不満から、抗議行動として主人に茶碗を投げつけたりしたことと結論づけている。

## その他
2014年4月26日、テレビ番組『タイムスクープハンター』の「第4話　解明せよ！戦慄の超常現象」で題材に採り上げられた。同番組でも超常現象の類ではなく前述の説同様、男たちによる嫌がらせや女たちの自作自演とされている。